# 深水清

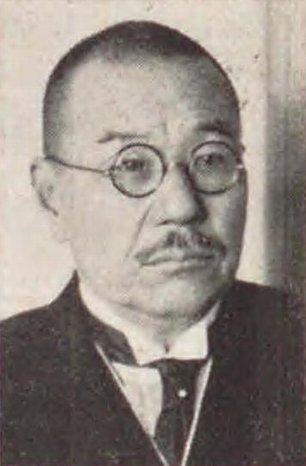
深水清

深水 清（ふかみ きよし、明治2年5月10日（1869年6月19日） - 昭和17年（1942年）12月3日）は、日本の衆議院議員（立憲民政党→国民同盟）。ジャーナリスト。

## 経歴
熊本市出身。1894年（明治27年）、日本法律学校（現在の日本大学）を卒業。朝鮮に渡り、『漢城新聞』主幹、日韓殖産株式会社取締役、『京城日報』主幹を務めた。さらに京城居留民団議員、京城学校組合議員、京城商業会議所副会頭などを歴任した。
1928年（昭和3年）、第16回衆議院議員総選挙に出馬し、当選。第17回、第18回でも再選を果たした。
その他、熊本米穀取引所理事、九州日日新聞社社長を務めた。